# Jens Halfwassen

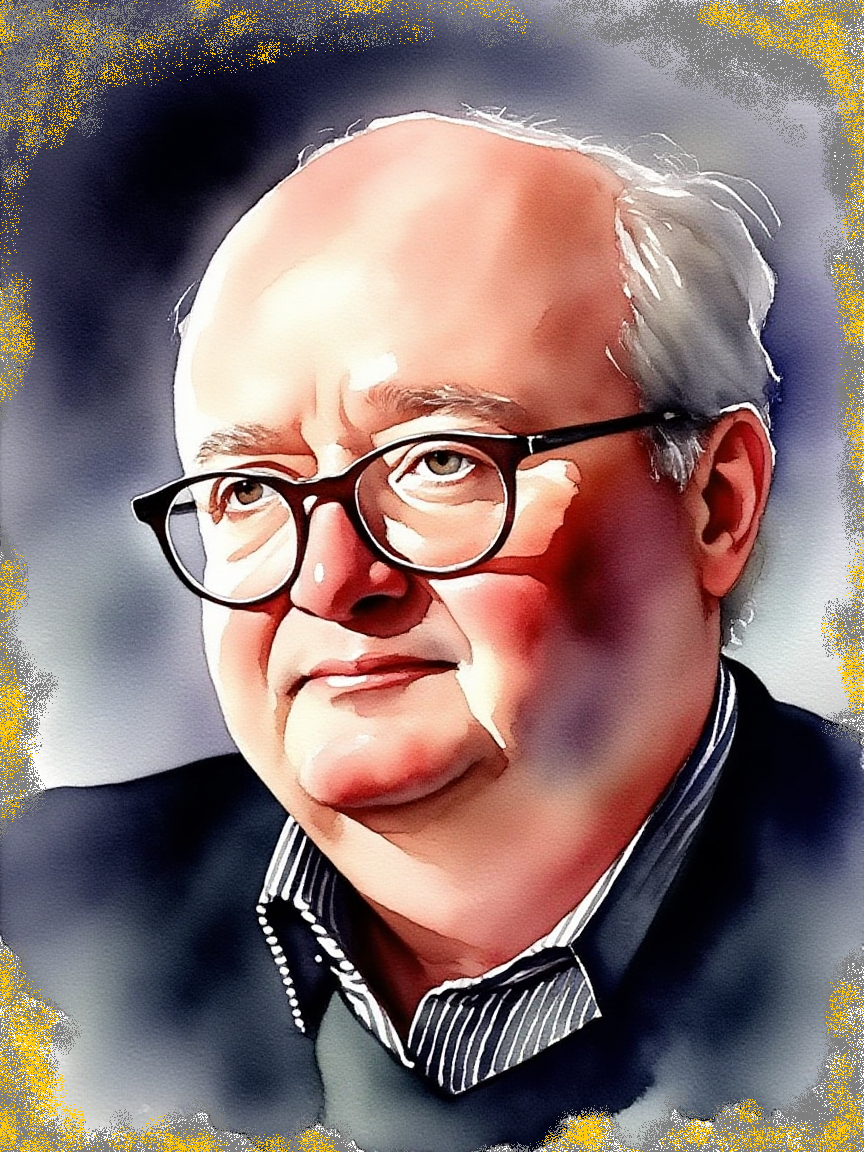
Jens Halfwassen

Jens Halfwassen (* 16. November 1958 in Bergisch Gladbach; † 14. Februar 2020 in Heidelberg) war ein deutscher Philosoph. Er lehrte als Professor für Philosophie an der Universität Heidelberg. Mit zahlreichen Veröffentlichungen zu Platon und dem Neuplatonismus sowie zur Metaphysik wurde er über die Fachkreise hinaus bekannt.

## Leben und Wirken
Geboren wurde Jens Halfwassen wie seine Geschwister Insa und Peer als Sohn von Helga Halfwassen, geborene Becker, und des Kaufmanns, Vorstandsmitglieds von Zanders Feinpapiere AG, Ratsmitglieds und Geschäftsführers der Gartensiedlung Gronauerwald
Heinz Halfwassen (* 1929) in Bergisch Gladbach. Dort besuchte er von 1969 bis 1978 das Nicolaus-Cusanus-Gymnasium. Im April 1975 trat Halfwassen als damals 16-jähriger Kandidat in der Quizsendung Der große Preis mit Wim Thoelke zum Thema „Ludwig XIV.“ auf.
Von 1978 bis 1985 studierte er die Fächer Philosophie, Geschichte, Altertumskunde und Pädagogik an der Universität zu Köln, eine Zeit, die seine gesamte wissenschaftliche Ausbildung prägte. Von der Studienstiftung des deutschen Volkes erhielt Halfwassen ein Promotionsstipendium. 1989 wurde er mit der Dissertation Der Aufstieg zum Einen. Untersuchungen zu Platon und Plotin summa cum laude promoviert. Ab 1990 war Halfwassen Wissenschaftlicher Assistent bei Klaus Düsing. 1995 habilitierte er sich mit „Hegel und der spätantike Neuplatonismus. Untersuchungen zur Metaphysik des Einen und des Nous in Hegels spekulativer und geschichtlicher Deutung“. Bis 1997 war er Oberassistent und Privatdozent an der Universität Köln.
Halfwassen war von 1997 bis 1999 Heisenberg-Professor der Deutschen Forschungsgemeinschaft und Professor für Philosophie an der Ludwig-Maximilians-Universität München. In dieser Zeit verbrachte er einen einjährigen Forschungsaufenthalt an der Eberhard Karls Universität Tübingen. 1999 wurde er auf einen Lehrstuhl für Philosophie an die Ruprecht-Karls-Universität Heidelberg berufen. Dort war er seitdem Direktor des Philosophischen Seminars. Gemeinsam mit Matthias Baltes und anderen gründete er 1999 die Academia Platonica Septima Monasteriensis. Zwei Jahre später richtete er die Hans-Georg-Gadamer-Stiftungsprofessur für Geisteswissenschaft an der Universität Heidelberg ein, die er laufend betreute und organisierte.
Er wurde 1999 Mitglied der Hegel-Kommission der Nordrhein-Westfälischen Akademie der Wissenschaften, Mitglied im Beirat der Gesellschaft für antike Philosophie und Mitglied im Beirat der Internationalen Schelling-Gesellschaft. Von 2001 bis 2007 war Halfwassen Mitglied im Senatsausschuss für Forschungsangelegenheiten der Heidelberger Universität. Seit 2007 wirkte er als Mitglied im Stiftungsrat der Karl-Jaspers-Stiftung in Basel. Im selben Jahr wurde er zum Senior Fellow am Collegium Budapest gewählt. Von Oktober 2009 bis 2010 war er dort Fellow. Im Jahr 2012 wurde er Leiter der Karl-Jaspers-Arbeitsstelle der Heidelberger Akademie der Wissenschaften, deren ordentliches Mitglied er ebenfalls 2012 wurde. Seit März 2014 war er Fellow des Marsilius-Kollegs der Universität Heidelberg und beschäftigte sich mit der philosophischen Neubestimmung des Verhältnisses von Materie, Bestimmtheit und Freiheit. Ihm wurde der Rudolf-Meimberg-Preis der Akademie der Wissenschaften und der Literatur (2003) und die philosophische Ehrendoktorwürde der Staatlichen Universität Athen (2014) verliehen.
Halfwassen war Mitherausgeber der Reihe Quellen und Studien zur Philosophie, de Gruyter Verlag, sowie der Fachzeitschrift Philosophische Rundschau, Verlag Mohr Siebeck. Zugleich war er als Gutachter tätig für die Deutsche Forschungsgemeinschaft, die Alexander-von-Humboldt-Stiftung, die Fritz Thyssen-Stiftung, die Union der Deutschen Akademien der Wissenschaften, die Volkswagenstiftung, den DAAD sowie für die Studienstiftung des deutschen Volkes, deren Vertrauensdozent er seit 2002 war. Er arbeitete zuletzt unter anderem an der Kommentierung zu einer zweisprachigen Ausgabe der Zeugnisse zu Platons „Ungeschriebener Lehre“.

## Veröffentlichungen (Auswahl)
- Der Aufstieg zum Einen. Untersuchungen zu Platon und Plotin (= Beiträge zur Altertumskunde, Band 9). B. G. Teubner Verlag, Stuttgart 1992, 422 Seiten. 2., um einen Forschungsbericht erweiterte Auflage, K. G. Saur Verlag, München und Leipzig 2006, 440 Seiten
- Speusipp und die Unendlichkeit des Einen. Ein neues Speusipp–Testimonium bei Proklos und seine Bedeutung. In: Archiv für Geschichte der Philosophie 74, 1992, S. 43–73.
- Geist und Selbstbewußtsein. Studien zu Plotin und Numenios (= Abhandlung der Akademie der Wissenschaften und der Literatur Mainz, Geistes- und Sozialwissenschaftliche Klasse, Jahrgang 1994, Nr. 10). F. Steiner Verlag, Stuttgart 1994, 71 Seiten.
- Monismus und Dualismus in Platons Prinzipienlehre. In: Bochumer Philosophisches Jahrbuch für Antike und Mittelalter 2, 1997, S. 1–21 (auch auf Englisch und Polnisch erschienen).
- Hegel und der spätantike Neuplatonismus. Untersuchungen zur Metaphysik des Einen und des Nous in Hegels spekulativer und geschichtlicher Deutung (= Hegel-Studien. Beiheft Band 40). Bouvier Verlag, Bonn 1999, 512 Seiten. 2. Auflage Hamburg: Felix Meiner Verlag 2005.
- Der Demiurg: Seine Stellung in der Philosophie Platons und seine Deutung im antiken Platonismus. In: Platons 'Timaios'. Beiträge zu seiner Rezeptionsgeschichte. Hrsg. von Ada B. Neschke-Hentschke (Bibliothèque philosophique de Louvain). Peters, Löwen und Leiden 2000, S. 39–61.
- Sein als uneingeschränkte Fülle. Zur Vorgeschichte des ontologischen Gottesbeweises im antiken Platonismus. In: Zeitschrift für philosophische Forschung 56, 2002, S. 497–516.
- Plotin und der Neuplatonismus. Beck’sche Reihe DENKER, C. H. Beck Verlag, München 2004 (Übersetzung ins Englische abgeschlossen).
- Die Unverwüstlichkeit der Metaphysik. In: Philosophische Rundschau 57, 2010, S. 97–124 (Sonderheft: Die Zukunft der Philosophie).
- Jenseits von Sein und Nichtsein: Wie kann man für Transzendenz argumentieren? In: Gottesbeweise als Herausforderung für die moderne Vernunft. Hrsg. von Thomas Buchheim, Friedrich Hermanni, Axel Hutter und Christoph Schwöbel (Collegium Metaphysicum Band 4), Mohr Siebeck, Tübingen 2012, S. 85–98.
- Auf den Spuren des Einen. Studien zur Metaphysik und ihrer Geschichte. Mohr Siebeck, Tübingen 2015, ISBN 978-3-16-154162-9.
- Seele und Materie im Neuplatonismus. Soul and Matter in Neoplatonism. Hrsg. Jens Halfwassen, Tobias Dangel und Carl O’Brien, Universitätsverlag Winter, Heidelberg, 2016.
- Neuplatonismus und Christentum. In: Intellektualität und Gnade? Das Aufeinandertreffen von Platonismus und Christentum. Hrsg. Michael Wladika, Königshausen & Neumann, Würzburg 2016, S. 84–99.
- Plotinus, Neoplatonism and the Transcendence of the One. Ed. and trans. Carl O’Brien. Franciscan University Press & Catholic University of America Press 2021. ISBN 978-1-7339889-9-5.